# 1960 en architecture
| Années de l'architecture : 1957 - 1958 - 1959 - 1960 - 1961 - 1962 - 1963    |
| Décennies de l'architecture : 1930 - 1940 - 1950 - 1960 - 1970 - 1980 - 1990 |

Cet article présente les faits marquants de l'année 1960 en architecture.

## Réalisations

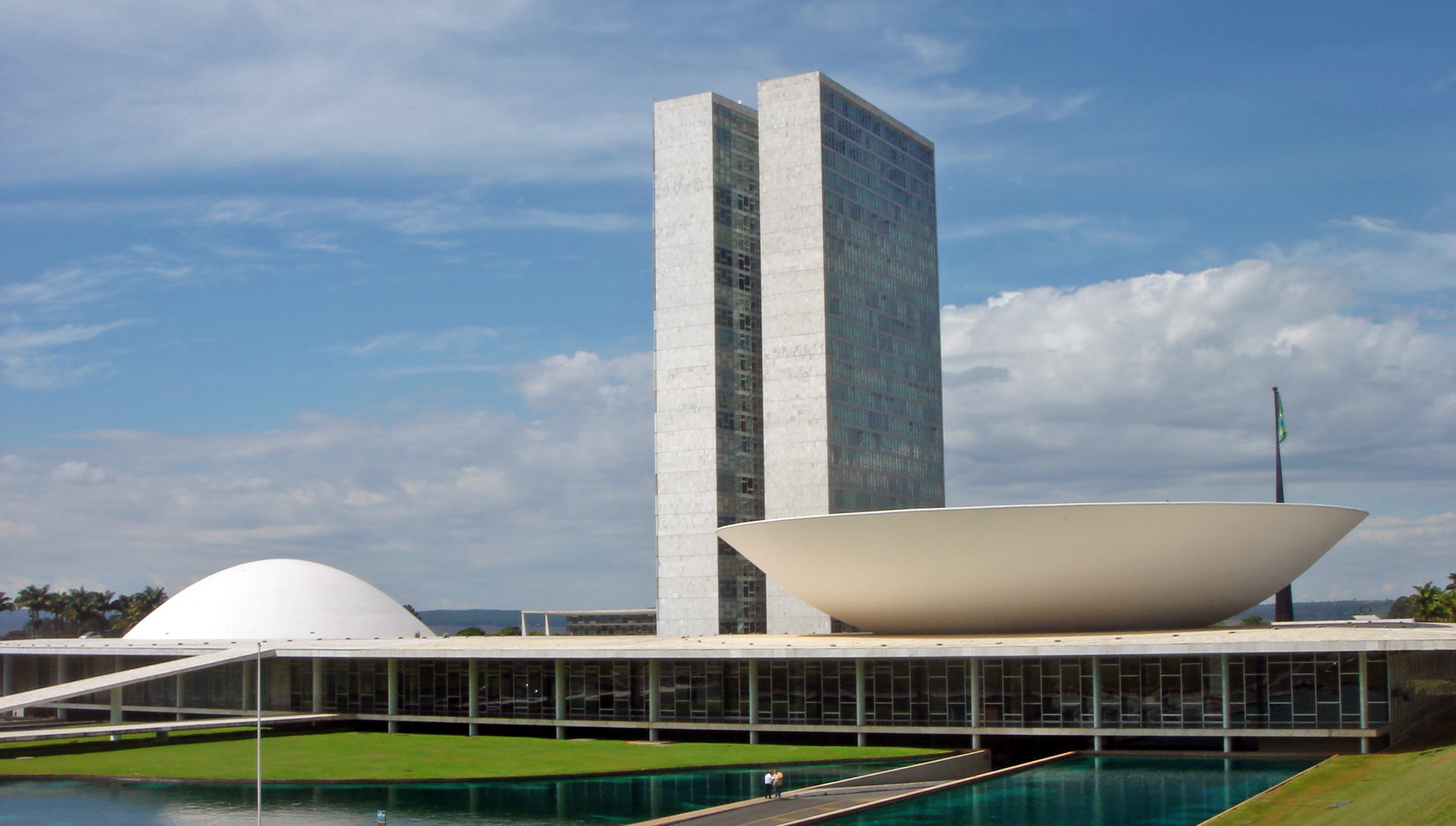
Le nouveau Congresso Nacional du Brésil.

- Octobre : inauguration du couvent de La Tourette.
- Oscar Niemeyer construit le palácio do Planalto (palais présidentiel) et le Congresso Nacional (Congrès national) à Brasilia.
- Construction de la tour du Caire.
- Construction de la tour Euromast à Rotterdam.
- Chemosphere, maison construite à Los Angeles, en Californie, par l'architecte américain John Lautner, dans un style moderniste innovant.
- Padrão dos Descobrimentos, à Lisbonne.

## Événements
- 21 avril : inauguration de Brasilia, la nouvelle capitale du Brésil, dessinée selon les plans d'urbanisme de Lucio Costa.
- 11 mai : lancement du SS France.
- Début de la construction de la tour Telus à Montréal.

## Récompenses
- AIA Gold Medal : Ludwig Mies van der Rohe.
- RAIA Gold Medal : Leslie Wilkinson.
- Royal Gold Medal : Pier Luigi Nervi.
- Prix de Rome : Jean-Claude Bernard.

## Naissances
- x

## Décès
- 8 février : Giles Gilbert Scott (° 9 novembre 1880).
- 1er mai : Charles Holden (° 12 mai 1875).
- 14 décembre : Antonio Barluzzi (° 26 septembre 1884).